# Michel Herr
Michel Herr (Bruselas, 16 de febrero de 1949) es un pianista y compositor belga de jazz y bandas sonoras.

## Trayectoria
Michel Herr ha tocado con un gran número de músicos de renombre: americanos como Joe Henderson, Archie Shepp, Chet Baker, Charlie Mariano, Johnny Griffin, Slide Hampton, Art Farmer, Lee Konitz, Bill Frisell, John Abercrombie, Billy Hart; europeos como Philip Catherine, Palle Mikkelborg, Daniel Humair, Jean-François Jenny-Clark, Aldo Romano, Palle Danielsson, Arild Andersen, Norma Winstone, Riccardo Del Fra, Richard Galliano, François Jeanneau, Paolo Fresu; y músicos de la escena belga, entre los que destacan Steve Houben, Fabrice Alleman, Bert Joris y Phil Abraham.
Durante muchos años, colaboró con el armonicista Toots Thielemans, con el que ha girado por todo el mundo. Además de como acompañante, Herr ha liderado numerosos grupos, desde tríos a big bands, con los que tocaba preferentemente sus propias composiciones. Entre estos grupos, destaca "Unexpected Encounters", que combinaba un quinteto de jazz con un cuarteto de cuerdas. En 1989, recibió el "Prix Sax 89 " por su álbum en trío, Intuitions.
Michel Herr, es también conocido como compositor de bandas sonoras, tanto de cine (Just Friends de Marc-Henri Wajnberg, avec la participation de Archie Shepp) como de televisión. Obtuvo el Prix de Composition de Monaco en 1988. He escrito obras y realizado arreglos para numerosas big bands europeas (WDR, NDR, ACT Big Band, Brussels Jazz Orchestra, Metropole Orchestra, y otras).  
En 1998, fue incluido en la Hall of Fame del jazz belga. En 2007, escribió una suite para el álbum Changing Faces del cantante David Linx, grabado con la Brussels Jazz Orchestra. Con esta misma banda, se ha publicado The Music of Michel Herr (2008).

## Discografía (parcial)

### Como líder
- Solis Lacus (1975)
- Ouverture éclair (1977) (Michel Herr Trío)
- Perspective (1978) (con Wolfgang Engstfeld)
- Good buddies (1979) (con Bill Frisell)
- Continuous flow (1980) (Engstfeld / Herr / Danielsson / Lowe)
- Short stories (1982) (con Wolfgang Engstfeld)
- Intuitions (1989) (trío)
- Meet Curtis Lundy & Kenny Washington (Steve Houben & Michel Herr) (1983)
- Just friends (Michel Herr & Archie Shepp) (1993) (BSO)
- Notes of life (1998) (Quinteto)
- A tribute to Belgian Jazz (1998)
- The Music of Michel Herr (con la Brussels Jazz Orchestra) (2008)

### Como colaborador
- Dom Rocket (Gijs Hendriks  Quartet) (1979)
- Remembering Bobby Jaspar and Rene Thomas (Saxo 1000) (1980)
- Act Big Band (1981)
- Steve Houben + strings (1982)
- Soon spring (John Ruocco) (1983)
- Your precious love (Toots Thielemans) (1984)
- Sweet seventina (Bert Joris) (1985)
- Transparence (Philip Catherine) (1986)
- Solid steps (Joe Lovano) (1986)
- Extremes (Act Big Band e invitados) (1987)
- Bim bim (Bruno Castellucci) (1987)
- Take it from the top (Denise Jannah) (1991)
- Loop the loop (Fabrice Alleman Quartet) (1993)
- En public (Phil Abraham Quartet) (1997)
- The live takes (Toots Thielemans) (1999)
- Restless (Jean-Pierre Catoul / Peter Hertmans) (1999)
- Sides of life (Fabrice Alleman) (2004)
- Changing faces (David Linx / Brussels Jazz Orchestra) (2007)
- Jazz Olympics (David Linx / Brussels Jazz Orchestra) (2008)
- Let me hear a simple song (Radoni's Tribe) (2009)
- Crush (Ivan Paduart) (2010)

## Filmografía
- Le Scoop (Jean-Louis Colmant) (1977) (TV)
- La Mésaventure (Freddy Charles) (1980) (TV)
- Les Fugitifs (Freddy Charles)  (1981) (TV)
- San Francisco (Freddy Charles)  (1982) (TV)
- Les Magiciens du mercredi (Freddy Charles)  (1984) (TV)
- Just Friends  (Marc-Henri Wajnberg) (1993)
- Éclats de famille (Didier Grousset) (1994) (TV)
- Les Monos / Le responsable (Didier Grousset)  (1999) (TV)
- Le Coup du lapin  (Didier Grousset)  (2000) (TV)
- Odette Toulemonde (Eric-Emmanuel Schmitt) (Nicola Piovani) (arreglista/orquestador de las canciones de Joséphine Baker) (2007)
- Un crime très populaire (Didier Grousset)  (2007) (TV)